# Silverån
Der Silverån ist ein Fluss im südlichen Östergötland und im nördlichen Småland. Er ist ein Nebenfluss des Emån. Die Länge des Silverån beträgt etwa 75 Kilometer. Das Einzugsgebiet des Flusses beträgt 702 Quadratkilometer.

## Flusslauf
Der Quellsee des Silverån ist der Byasjön, der sich etwa 219 Meter über dem Meeresspiegel befindet und eine Fläche von 0,9 Quadratkilometer hat. Er liegt an der Grenze zwischen der Gemeinde Ydre (Östergötlands län) und der Gemeinde Eksjö (Jönköpings län), einige Kilometer südwestlich von Svinhult. Der Fluss fließt zunächst einige Kilometer nördlich in Östergötland und passiert den See Boen, der sich 204 Meter über dem Meeresspiegel befindet und eine Fläche von 0,8 Quadratkilometern bedeckt. 
Nach dem durchqueren des Boen nimmt der Fluss einen überwiegend ostsüdöstlichen Lauf ein. Er bildet auf einer Länge von etwas mehr als zwanzig Kilometern die Kreisgrenze zwischen dem Landkreis Jönköping und dem Landkreis Kalmar und nimmt seinen größten Nebenfluss Bruzaån bei Mariannelund auf. Der Fluss passiert die Stadtgebiete Lönneberga, Silverdalen und Hultsfred, fließt durch den größten See Hulingen, der 95 Meter über dem Meeresspiegel liegt und etwa 7 Quadratkilometer groß ist und passiert Målilla und mündet schließlich bei Rosenfors in den Emån. Zwischen Hultsfred und Målilla wurde früher die Wasserkraft des Flusses Silverån für den Betrieb der Anlagen am Hochofen Hagelsrum genutzt.

## Naturschutzgebiet Hässleby-Silveråns
Das Naturschutzgebiet Hässleby-Silveråns befindet sich am Silverån nördlich von Mariannelund, etwa 35 Kilometer östlich von Eksjö. Im Silverån lebt die vom Aussterben bedrohte Flussperlmuschel, eine der größten europäischen Süßwasser-Muschelarten. Sie wird in Schweden bis zu 14 Zentimeter groß und erreicht ein Alter von bis zu 280 Jahren. Ihre Vermehrung ist ein sehr komplexer Vorgang mit verschiedenen Zwischenstadien, die ein stabiles Umfeld benötigt, zu dem unter anderem sehr sauberes fließendes Wasser mit einem bestimmten Kalkgehalt gehört.